# László Lili
László Lili (Budapest, 1993. december 5. –) Junior Prima-díjas magyar színésznő.

## Életpályája
Édesapja László Péter, édesanyja Pongor Ildikó táncművészek. 2013–2018 között a Színház- és Filmművészeti Egyetem hallgatója volt. Egyetemi gyakorlatát a nyíregyházi Móricz Zsigmond Színházban töltötte. 2018-tól szabadúszó, mellette az Orlai Produkciós Iroda társulatának tagja.

## Színházi szerepei
| Év   | Színház                     | Szerző(k)                 | Előadás címe        | Szerep                           | Rendező             |
| ---- | --------------------------- | ------------------------- | ------------------- | -------------------------------- | ------------------- |
| 2024 | Orlai Produkciós Iroda      | Penelope Skinner          | A legenda háza      | Kate, filmes tartalomfejlesztő   | Szabó Máté          |
| 2024 | Orlai Produkciós Iroda      | Ruben Östlund - Tim Price | Lavina              | Jenny                            | Pelsőczy Réka       |
| 2023 | Orlai Produkciós Iroda      | Göttinger Pál             | A nulladik perc     | Georgette, Marcel felesége       | Göttinger Pál       |
| 2023 | Orlai Produkciós Iroda      | Tasnádi István            | Tapasztalt asszony  | Szereplő                         | Tasnádi István      |
| 2023 | Orlai Produkciós Iroda      | Neil Simon                | Mezítláb a parkban  | Corie Bratter                    | Kocsis Gergely      |
| 2022 | Orlai Produkciós Iroda      | Amy Herzog                | Jaj, nagyi!         | Szereplő                         | Szabó Máté          |
| 2022 | Orlai Produkciós Iroda      | Maros András              | Redőny              | Szereplő                         | Ujj Mészáros Károly |
| 2019 | Orlai Produkciós Iroda      | Deborah Zoe Laufer        | Szemünk fénye       | Kia                              | Szabó Máté          |
| 2019 | Orlai Produkciós Iroda      | Molnár Ferenc             | Riviera             | Cibulka                          | Benedek Miklós      |
| 2019 | Budaörsi Latinovits Színház | Hanif Kureishi            | Vénusz              | Jessie                           | Deák Krisztina      |
| 2018 | Orlai Produkciós Iroda      | Carly Wijs                | Mi és ők            | Lány                             | Fehér Balázs Benő   |
| 2018 | Orlai Produkciós Iroda      | Lucas Hnath               | Nóra II.            | Emmy                             | Galgóczy Judit      |
| 2018 | Móricz Zsigmond Színház     | Georges Feydeau           | A balek (A hülyéje) | Lucy                             | Fehér Balázs Benő   |
| 2017 | Orlai Produkciós Iroda      | Szép Ernő                 | Vőlegény            | Szereplő                         | Novák Eszter        |
| 2017 | Orlai Produkciós Iroda      | Benedict Wells            | A fura              | Szereplő                         | Fehér Balázs Benő   |
| 2016 | Ódry Színpad                | Friedrich Schiller        | Fondor és szerelem  | Sophie, Lady Milford kegyencnője | Zsótér Sándor       |
| 2016 | Belvárosi Színház           | Dés Mihály                | Pesti barokk        | Szereplő                         | Göttinger Pál       |
| 2015 | Ódry Színpad                | Zeh Roos-Juli             | Sárga vonal         | Helene                           | Zsámbéki Gábor      |

## Filmes és televíziós szerepei
- Pokoli rokonok (2025) – Cintia
- A renitens (2024) – Barbara
- Apatigris (2023) – Eszter
- Toxikoma (2020) – Rajongó lány
- Szép csendben (2019)
- Egynyári kaland (2019) – Noémi
- Ízig-vérig (2019) – Jógázó lány
- A tanár (2018)

## Díjai
- Junior Prima-díj (2023)[11]